# 上野幌
上野幌（かみのっぽろ）とは、札幌市厚別区の地名。同区内の南東端に位置し、南で清田区平岡公園東、南西で清田区平岡と隣接する。
また、市街地の東には厚別町上野幌があり、北広島市と隣接している。

## 歴史
1885年（明治18年）、小ヶ口石松ら、数戸の入植者により開拓が始まる。
1889年（明治22年）、街道の開削により広島方面から札幌へ来る馬追いたちの休憩場として栄えるようになる。特に薄野の芸妓・立花が駅逓所も兼ねた店を出していたため、地区の通称も「立花」となった。この繁栄は千歳線が開通した1918年（大正7年）まで続いた。
1924年（大正13年）、「日本酪農の父」宇都宮仙太郎と娘婿の出納陽一が宇納牧場を開設する。1927年（昭和2年）、仙太郎の長男の宇都宮勤がアメリカから日本に帰国し、宇納牧場を分割する形で宇都宮牧場を開設。なお、宇納牧場の残りは出納牧場として独立した。
1975年（昭和50年）、上野幌が都市化してきたため、宇都宮牧場は長沼町へと移転する。
1987年（昭和62年）、住居表示の実施により市街地が「厚別町上野幌」から「上野幌○条○丁目」へと改められる。

## 住所
| 町丁                  | 郵便番号 |
| --------------------- | -------- |
| 上野幌1条1丁目〜6丁目 | 004-0031 |
| 上野幌2条1丁目〜6丁目 | 004-0032 |
| 上野幌3条1丁目〜6丁目 | 004-0033 |
| 厚別町上野幌          | 004-0039 |

## 施設

### 上野幌の施設
- 札幌市立上野幌中学校（上野幌2-3）
- 札幌市立ノホロの丘小学校（上野幌2-4）
- 雪印種苗本社・園芸センター（上野幌1-5）
- 厚別公園 - 札幌厚別公園競技場・補助競技場が置かれる。（上野幌3-1）
- 上野幌中央公園（上野幌2-4）
- 本誠寺（上野幌1-3）

### 厚別町上野幌の施設
- JR北海道 上野幌駅（厚別町上野幌686-16）
- 上野幌神社（厚別町上野幌822）